# 불사분사국
불사분사국(不斯濆邪國)은 고대 한반도에 존재했던 국가로 마한 54소국 중 하나로, 불사분야국이라고도 불린다. 전북특별자치도 전주시로 추정하기도 하고, 전라남도 순천시 낙안면으로 추정하는 견해도 있다.
현재 행정구역은 “전남 순천시 낙안면 “이 맞으나 “불사분사국”이 가르키는 지역은 1908년 일제에 의해 폐군된 옛 낙안군 지역이라는 것이 타당하다.
불사분사국은 “뗏목다리가 있고 들판이 너른 고을”이라는 뜻이다.